# Real World Studios
Real World Studios este un studio de înregistrări din Box, Wiltshire, care deservește casa de discuri Real World Records. În cadrul acestuia s-au filmat seriale și filme printre care Quantum of Solace, The Golden Compass, Green Zone și The No. 1 Ladies' Detective Agency. Artiști și formații precum Fuat Güner, Marillion, Kristian Haley, Manic Street Preachers, Kanye West, Jay-Z, Beyoncé Knowles, Muse, Laura Marling, Crowded House, Take That, Sade, New Order, Tom Jones, Starsailor, Stereophonics, Kylie Minogue, Patrick Wolf, Placebo, Vanessa Carlton, Natalie Duncan și Elbow au folosit acest studio.

## Galerie

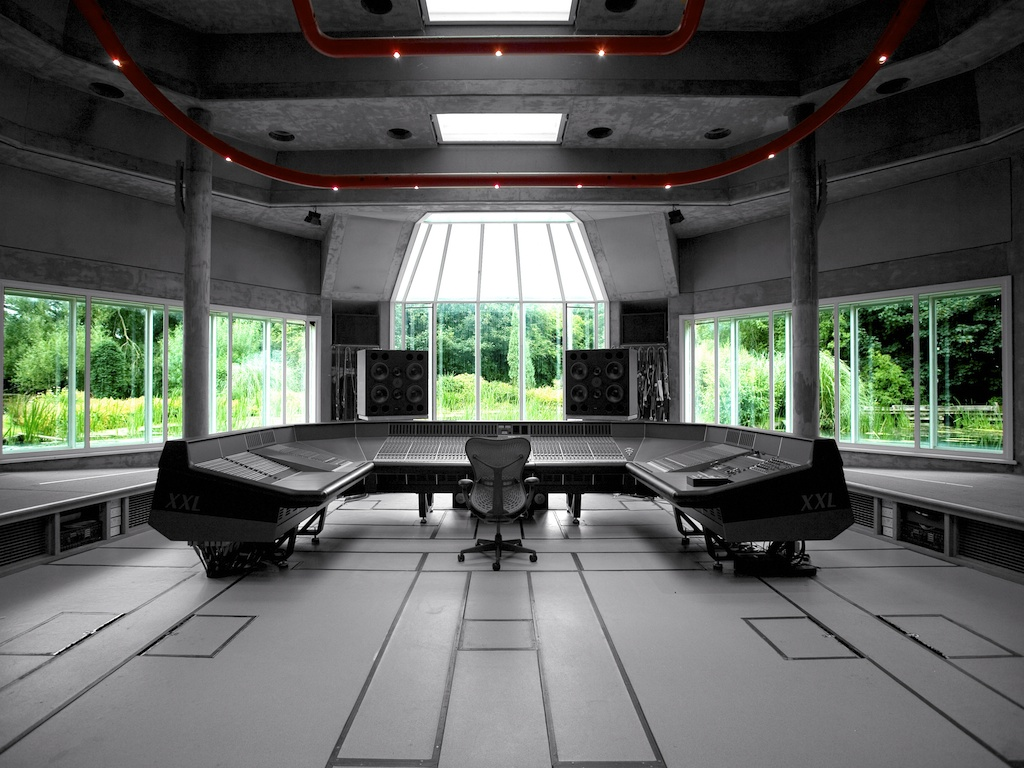
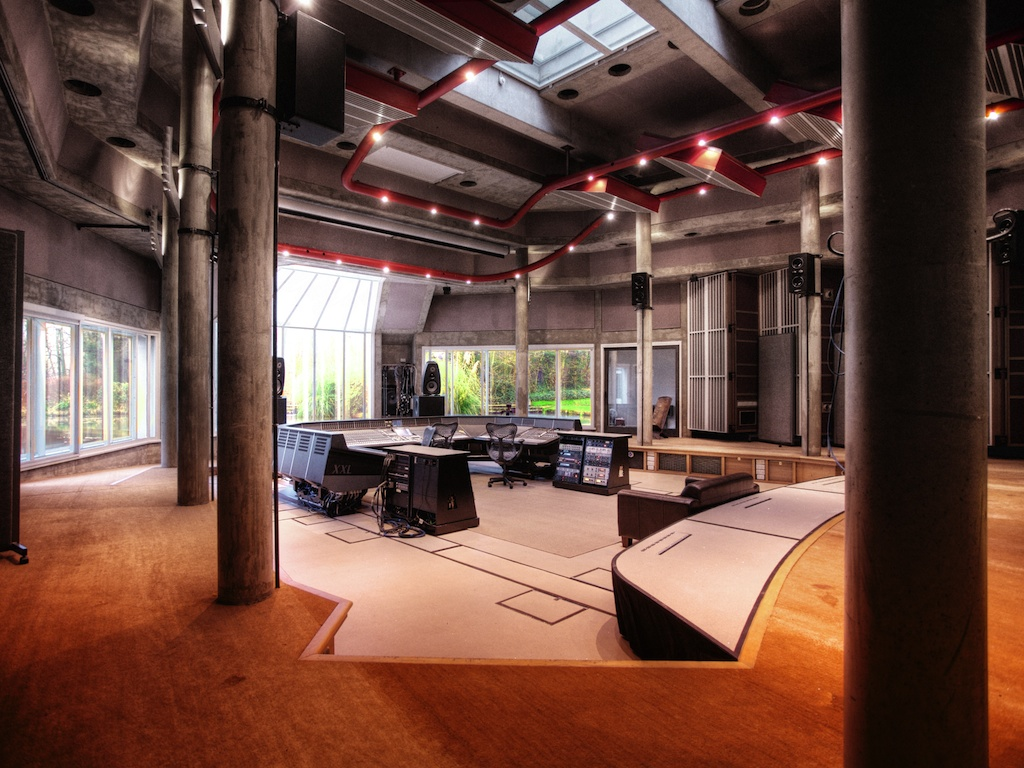
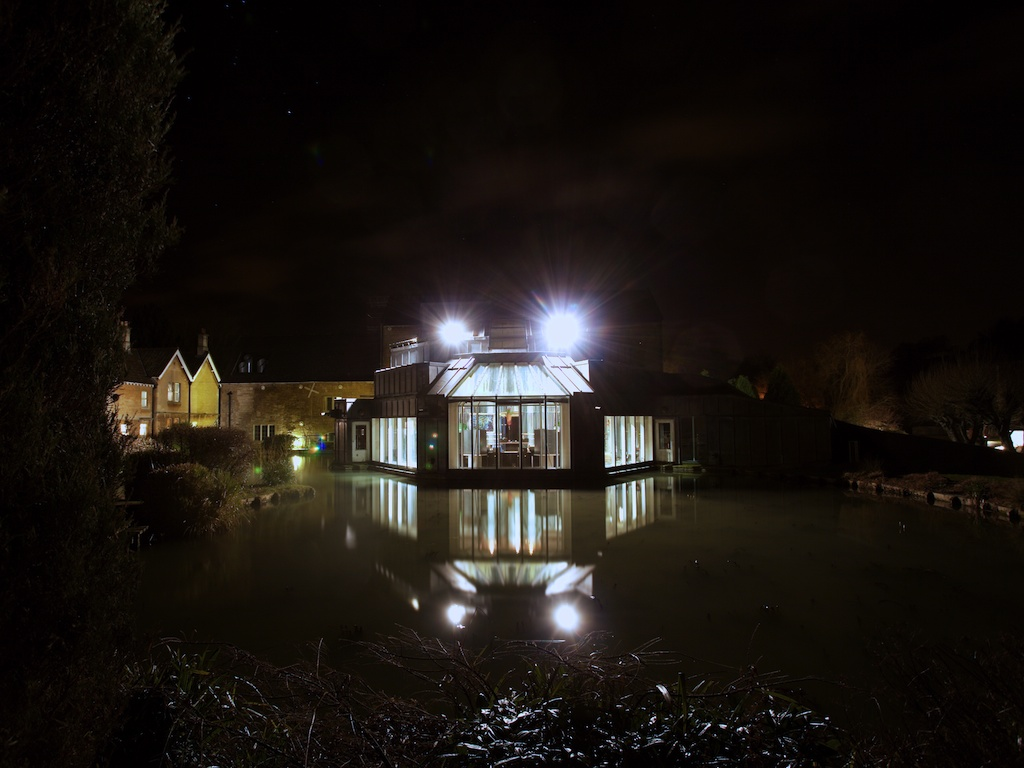
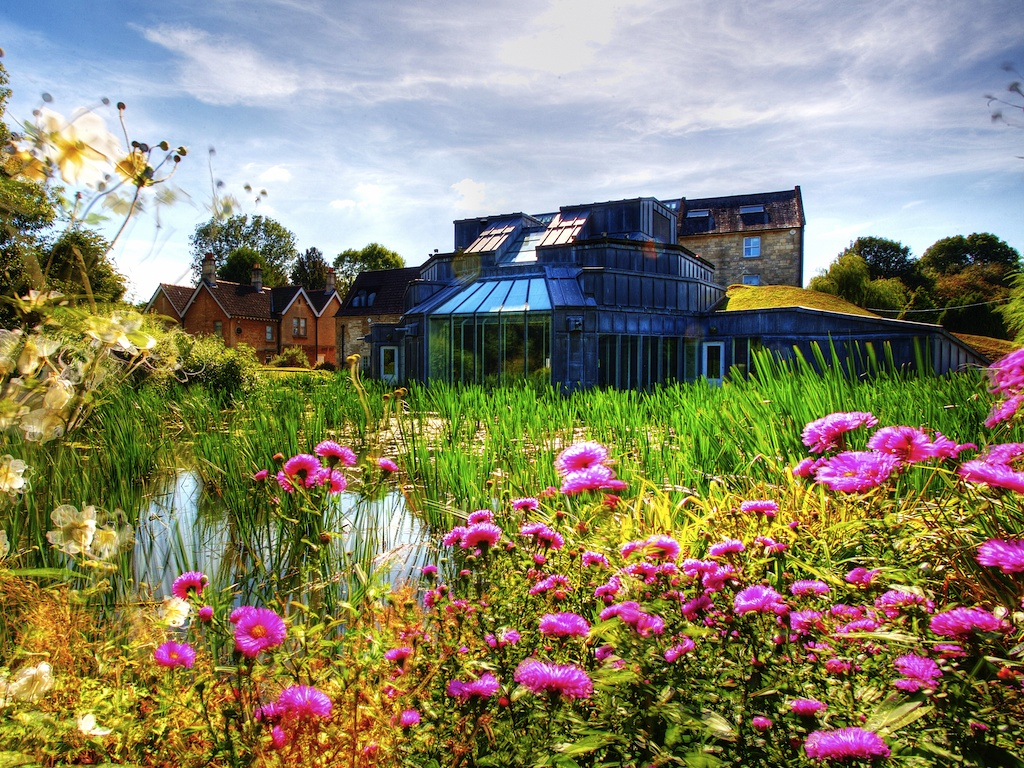
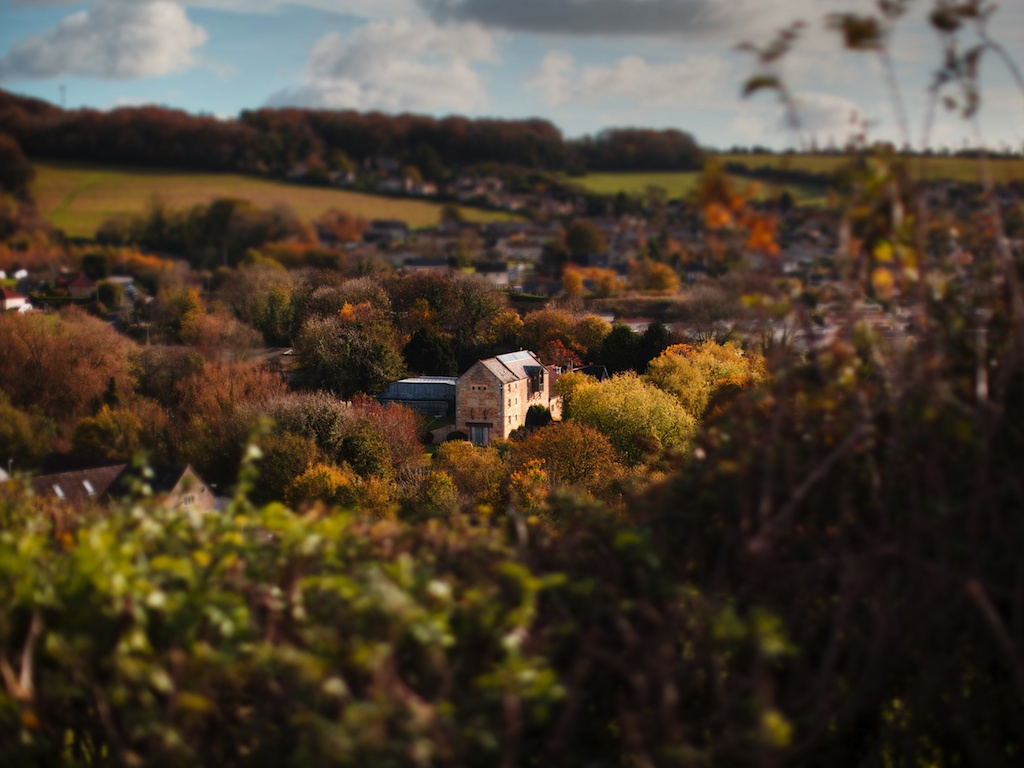
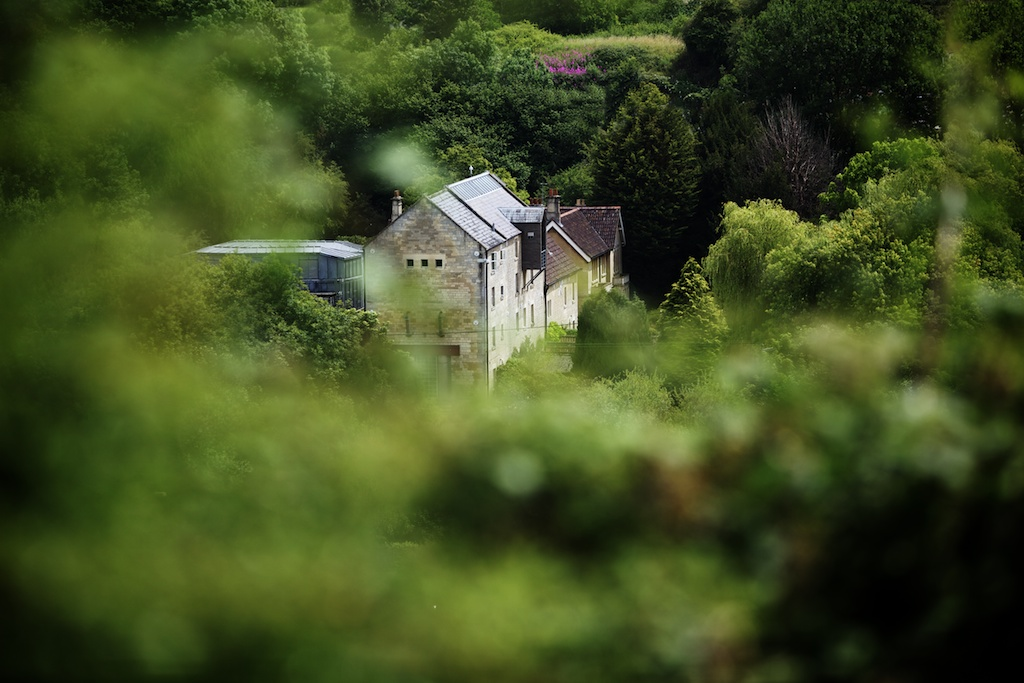